# Wanderlândia
Wanderlândia là một đô thị thuộc bang Tocantins, Brasil. Đô thị này có diện tích 1373,055 km², dân số năm 2007 là 9317 người, mật độ 6,79 người/km².